# إذا كانت اليابان تستطيع ذلك... أفلا يمكننا نحن؟
إذا كانت اليابان تستطيع ذلك... أفلا يمكننا نحن؟ كانت حلقة تليفزيونية أمريكية أذاعتها شبكة إن بي سي نيوز كجزء من البرنامج التليفزيوني "NBC White Paper" يوم 24 يونيو 1980، وينسب إلى تلك الحلقة بدء ثورة الجودة وطرح أساليب ويليام إدواردز ديمنغ على المديرين الأمريكيين (المنتج: كلير كراوفورد ماسون ، مذيع التقرير: ليويد دوبينز ).
يسرد التقرير تفاصيل كيفية سيطرة اليابانيين على سوق السيارات والإلكترونيات العالمي من خلال اتباع نصيحة ديمنغ حول ممارسة التطوير المستمر والنظر إلى عملية التصنيع كمنظومة وليس كأجزاء أو قطع.

## الخلفية
كانت اليابان تعتبر في الثمانينيات من القرن العشرين مركزًا قويًا للتصنيع بينما كانت الصناعة الأمريكية تجاهد حتى تظل على الطريق. وكان يعتقد اعتقادًا قويًّا بأن تقنيات التصنيع اليابانية تم تطويرها بصورة فريدة ولا تناسب سوى الثقافة اليابانية، ومن ثم فتلك التقنيات لا تناسب الثقافة الأمريكية.

## مقتطفات
ليويد دوبينز (الراوي):
لقد قلنا مرارًا وتكرارًا إن كثيرًا مما يقوم به اليابانيون هو ما علمناهم نحن أن يقوموا به. وأن الرجل الذي علمهم معظم تلك الأمور هو ويليام إدوارد ديمنغ، المحلل الإحصائي، والذي تسمى باسمه أرقى الجوائز الصناعية للجودة والإنتاجية في اليابان. ولكن لم يكن هذا الرجل معروفًا في بلده. ولكن يمكن تغيير هذا. يعمل د. ديمنغ مع شركة ناشوا، إحدى الشركات المذكورة في تصنيف فورتشن 500، وهي شركة حققت مبيعات في السنة الماضية تتجاوز قيمتها 6 مليارات دولار أمريكي. ولقد عين المدير التنفيذي لشركة ناشوا ويليام أي كونواي د.ديمنغ عام 1979 الماضي.
بيل كونواي:
بالطبع كان المورد الأساسي لماكينات النسخ شركة يابانية. ومن هنا رأينا فوائد العديد من الأشياء التي تقوم بها الشركات اليابانية. وسمعنا عن د.ديمنغ. وبهذا سرنا على طريق برنامج الجودة مع د.ديمنغ.
د.ديمنغ:
لقد أدركوا أن المكاسب التي تحصل عليها من خلال الأساليب الإحصائية هي مكاسب تحققها دون الاستعانة بآلات جديدة أو أشخاص جدد. ويمكن لأي شخص أن ينتج منتجات جيدة إذا خفض معدل إنتاجه. ولكن ليس هذا ما أتحدث عنه. بل يمثل التفكير الإحصائي والأساليب الإحصائية اللغة الثانية لعاملي الإنتاج اليابانيين ورؤساء الإنتاج ولجميع العاملين في الشركة. فمن خلال التحكم الإحصائي ستحصل على منتج يمكن إعادة إنتاجه ساعة بعد ساعة ويومًا بعد يوم. ولنبين كيف يمكن إدارة هذا بسهولة: فهم يعرفون الآن ما يمكنهم إنتاجه، ويعرفون كيف ستكون التكاليف.
بيل كونواي:
لقد انتهت العديد من تلك البرامج الإحصائية في الشركات اليابانية لأنها لم تحصل على الدعم المناسب من الإدارة العليا. والآن، لماذا لا تؤمن الإدارة العليا أن هذه هي الطريقة التي طور من خلالها اليابانيون صناعاتهم على مدار السنوات الثلاثين الأخيرة، أنا لا أعرف.
د.ديمنغ:
أعتقد أن الناس هنا ينتظرون المعجزات. تعتقد الإدارات الأمريكية أنها يمكنها فقط النسخ من اليابان، ولكنها لا تعرف ماذا تنسخ!
ليويد دوبينز:
هناك عنصر في برنامج ديمنغ لن يروق لهم. فهو يصر أن الإدارة هي التي تتسبب في 85 في المائة من جميع المشكلات.
د.ديمنغ:
أنا أسأل الأشخاص دومًا ما نسبة تسبب عامل الإنتاج في إثارة هذه المشكلة. والإجابة تكون دومًا: هم السبب في كل المشكلة! هذا خطأ تمامًا. لا يوجد شخص تخرج من كلية التجارة لا يعرف ماهية الإدارة أو ما مشكلاتها. لا يوجد شخص تخرج من كلية التجارة سمع من قبل عن إجابات للأسئلة التي طرحتها - أو فكر حتى في الأسئلة.

## وصلات خارجية
- إذا كانت اليابان تستطيع ذلك... أفلا يمكننا نحن؟ على موقع IMDb (الإنجليزية)

- If Japan can... Why can't we?